# Filtr krawędziowy
Filtr krawędziowy, filtr Rossa – filtr bardzo krótkich fal elektromagnetycznych (rentgenowskich, gamma) wykorzystujący skokowe zmiany współczynnika pochłaniania. Używany do modyfikacji promieniowania lub jego analizy widmowej. Zwykle ma postać folii lub płytki, z jednego lub kilku materiałów.
Nazwa pochodzi od wykorzystywanego przez filtr zjawiska skokowej zmiany współczynnika pochłaniania, co zachodzi przy ściślej określonej energii – krawędzi absorpcji K. Jest ona różna dla każdego pierwiastka. Filtr przepuszcza fotony o energiach równych lub zbliżonych do promieniowania charakterystycznego i blokuje te, o energiach wyższych od niego (jednak dla jeszcze wyższych energii znowu zaczyna być przepuszczalny).
Złożenie filtrów krawędziowych, tworzące filtr różnicowy, inaczej filtr Rossa, pozwala uzyskać wąskie, kwazimonochromatyczne pasmo.